# 밀로시 밀루티노비치
밀로시 밀루티노비치(세르비아어: Милош Милутиновић; 1933년 2월 5일 ~ 2003년 1월 28일)는 유고슬라비아 출신인 세르비아의 전 프로 축구 선수이자 감독이다.
밀루티노비치는 유고슬라비아 역사상 손꼽히는 정상급 선수로 평가되며, 출중한 실력으로 금발 버저(Plava čigra)라는 별칭이 붙은 역대 최고의 측면 공격수/스트라이커로도 거론된다.

## 클럽 경력
현역 시절, 밀루티노비치는 보르, 파르티잔, OFK 베오그라드, 바이에른 뮌헨, 라싱 파리, 그리고 스타드 프랑세에서 활약했다. 1955-56 시즌, 그는 유러피언컵 초대 경기에서 2골을 올리며 파르티잔과 스포르팅 리스본 간의 경기를 3-3 무승부로 끝냈고, 베오그라드에서 벌어진 2차전 경기에서는 4골을 기록하며 파르티잔의 5-2 대승을 이끌었다. 그는 나중에 우승을 차지하는 레알 마드리드와의 경기에서도 2골을 추가해 3-0 승리에 일조했지만, 1차전의 0-4 패를 뒤집기에는 역부족이었다.
그는 파르티잔 소속으로 총 213번의 경기에 출전해 231골을 기록했고, 쿠프 유고슬라비예를 2번 (1953–54 시즌, 1956–57 시즌) 들어올렸다. 그는 이후 OFK 베오그라드를 거쳐 바이에른 뮌헨에 입단했다. 1959년, 그는 고질적인 폐 문제로 수술을 받았다. 그는 독일에 1년 머무른 후 프랑스로 둥지를 옮겼다.

## 국가대표팀 경력
유고슬라비아 국가대표팀 일원으로, 밀루티노비치는 유럽 청소년 선수권 대회를 1951년에 우승했고, 본인은 4골로 득점왕에 등극했다. 그는 1943년 5월 21일, 5-2로 이긴 웨일스와의 경기에서 국가대표팀 신고식을 치렀다.
밀루티노비치는 총 33번의 경기에 출전했으며, 1954년과 1958년 월드컵에 참가했다.

### 국가대표팀 득점 기록
| #   | 날짜             | 경기장                                | 상대       | 점수 | 최종결과 | 대회                 |
| --- | ---------------- | ------------------------------------- | ---------- | ---- | -------- | -------------------- |
| 1.  | 1953년 11월 8일  | 스코페 시립 경기장                    | 이스라엘   | 1–0  | 1–0      | 1954년 월드컵 예선전 |
| 2.  | 1954년 6월 16일  | 로잔 라 폰테즈                        | 프랑스     | 1–0  | 1–0      | 1954년 월드컵        |
| 3.  | 1955년 9월 25일  | 베오그라드 유고슬라비아 인민군 경기장 | 서독       | 1–0  | 3–1      | 친선경기             |
| 4.  | 1955년 10월 19일 | 더블린 댈리먼트 파크                  | 아일랜드   | 0–1  | 1–4      | 친선경기             |
| 5.  | 1955년 10월 19일 | 더블린 댈리먼트 파크                  | 아일랜드   | 0–2  | 1–4      | 친선경기             |
| 6.  | 1955년 10월 19일 | 더블린 댈리먼트 파크                  | 아일랜드   | 1–3  | 1–4      | 친선경기             |
| 7.  | 1955년 10월 30일 | 빈 프라터슈타디온                     | 오스트리아 | 1–1  | 2–1      | 친선경기             |
| 8.  | 1956년 9월 9일   | 베오그라드 유고슬라비아 인민군 경기장 | 인도네시아 | 1–0  | 4–2      | 친선경기             |
| 9.  | 1956년 9월 9일   | 베오그라드 유고슬라비아 인민군 경기장 | 인도네시아 | 2–0  | 4–2      | 친선경기             |
| 10. | 1956년 9월 9일   | 베오그라드 유고슬라비아 인민군 경기장 | 인도네시아 | 3–0  | 4–2      | 친선경기             |
| 11. | 1957년 5월 12일  | 자그레브 막시미르                     | 이탈리아   | 2–0  | 6–1      | 친선경기             |
| 12. | 1957년 5월 12일  | 자그레브 막시미르                     | 이탈리아   | 4–0  | 6–1      | 친선경기             |
| 13. | 1957년 9월 15일  | 베오그라드 유고슬라비아 인민군 경기장 | 오스트리아 | 3–3  | 3–3      | 친선경기             |
| 14. | 1957년 11월 17일 | 베오그라드 유고슬라비아 인민군 경기장 | 루마니아   | 1–0  | 2–0      | 1958년 월드컵 예선전 |
| 15. | 1957년 11월 17일 | 베오그라드 유고슬라비아 인민군 경기장 | 루마니아   | 2–0  | 2–0      | 1958년 월드컵 예선전 |
| 16. | 1958년 5월 11일  | 베오그라드 유고슬라비아 인민군 경기장 | 잉글랜드   | 1–0  | 5–0      | 친선경기             |

## 감독 경력
은퇴 후, 밀루티노비치는 감독일을 시작했고, 이후 OFK 베오그라드, 두보치카(레스코바츠), 프롤레테르 즈레냐닌, 아틀라스, 베식타시, 알타이, 벨레주 모스타르(1980-81 시즌 쿠프 유고슬라비예, 1980-81 시즌 발칸컵 우승), 파르티잔(1982-83 시즌 리그 우승), 그리고 유고슬라비아 국가대표팀 감독직을 역임했다.

## 사생활

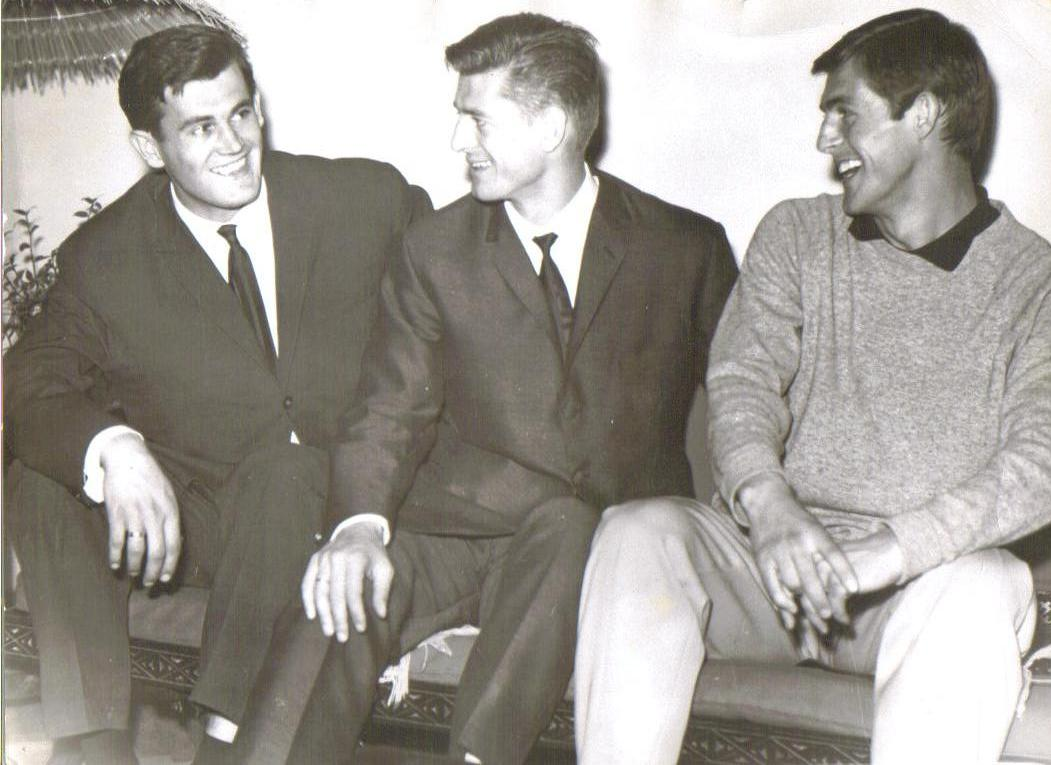
밀로라드(좌측), 밀로시(중앙), 보라(우측) 밀루티노비치 3형제

밀로시 밀루티노비치의 작은 동생은 유명 감독인 보라 밀루티노비치이며, 큰 동생 밀로라드 밀루티노비치와는 1958년 월드컵에 함께 참가했다. 2006년 기자 회견에서, 그의 전 동료였던 드라고슬라프 셰쿨라라츠는 "밀로시 밀루티노비치의 선수로서 자질은 10점 만점에 9점이었고, 됨됨이로서는 10점 만점에 29점이었습니다"라고 답했다.
2003년 1월 23일, 그는 향년 69세로 베오그라드에서 영면에 들었다. 그의 아들인 우로시(그도 축구선수였다)도 2015년에 명을 달리했다.

## 수상

### 선수
파르티잔
- 쿠프 유고슬라비예: 1953–54, 1956–57

### 감독
벨레주 모스타르
- 쿠프 유고슬라비예: 1980–81
- 발칸컵: 1980–81

파르티잔
- 유고슬라비아 1부 리그: 1982–83